# Elaeocyma
Elaeocyma is een geslacht van weekdieren uit de klasse van de Gastropoda (slakken).

## Soorten
- Elaeocyma amplinucis McLean & Poorman, 1971
- Elaeocyma arenensis (Hertlein & Strong, 1951)
- Elaeocyma empyrosia (Dall, 1899)
- Elaeocyma melichroa McLean & Poorman, 1971
- Elaeocyma ricaudae Berry, 1969
- Elaeocyma splendidula (Sowerby I, 1834)